# Internetul în Coreea de Nord
Internetul în Coreea de Nord (Republica Populară Democrată Coreeană) este disponibil, putând fi însă accesat numai cu autorizație specială. Există doar 1024 de adrese IP pe teritoriul țării, majoritatea aparținând Partidului Muncitoresc Coreean. Totuși există rețele 3G.

## Kwangmyong

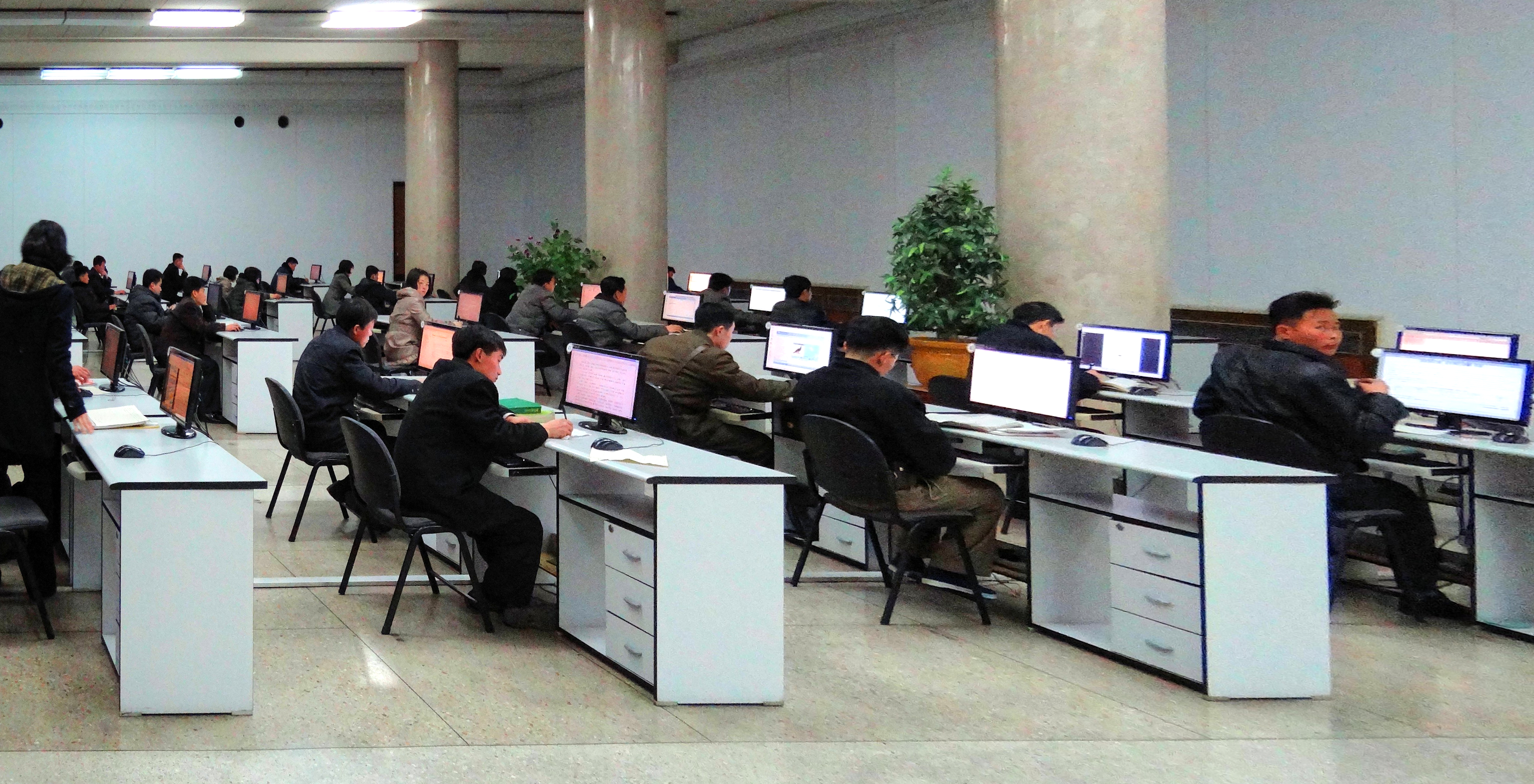
Internet café în Phenian

Kwangmyong este o rețea națională de intranet folosită de cetățenii nord-coreeni care poate fi accesată din Internet café-urile din Phenian și celelalte orașe mari de pe teritoriul Coreei de Nord, dar și din universități și școli și alte insituții și de pe modelul de tabletă Samjiyon.
Această rețea conține: un site de e-mail, o rețea de socializare, site-uri ale instituțiilor de stat, site-uri de știri, site-uri de propagandă, site-uri educative și un site de shopping online.

## Internetul nord-coreean
Coreea de Nord deține domeniul de internet superior .kp având înregistrate 36 site-uri web aparținând statului.
- airkoryo.com.kp
- cooks.org.kp
- friend.com.kp
- gnu.rep.kp
- kass.org.kp
- kcna.kp
- kiyctc.com.kp
- knic.com.kp
- kptc.kp
- ksf.com.kp
- korean-books.com.kp
- koredufund.org.kp
- korelcfund.org.kp
- korfilm.com.kp
- lrit-dc.star.net.kp
- ma.gov.kp
- masikryong.com.kp
- mediaryugyong.com.kp
- mfa.gov.kp
- naenara.com.kp
- nta.gov.kp
- portal.net.kp
- pyongyangtimes.com.kp
- rcc.net.kp
- rep.kp
- rodong.rep.kp
- ryongnamsan.edu.kp
- sdprk.org.kp
- silibank.net.kp
- star-co.net.kp
- star-di.net.kp
- star.co.kp
- star.edu.kp
- star.net.kp
- tourismdprk.gov.kp
- vok.rep.kp

## Cenzura Internetului în Coreea de Nord
În Coreea de Nord sunt blocate: toate website-urile din Coreea de Sud, toate website-urile aparținând grupului Sony, toate website-urile aparținând Apple, toate website-urile aparținând Microsoft, Facebook-ul, YouTube-ul, Twitter-ul, Instagram-ul și toate celelalte site-uri care pot avea un efect negativ asupra statului.